# Андреев, Юрий Борисович
Ю́рий Бори́сович Андре́ев (род. 21 апреля 1948 года, город Уфа, БАССР) — председатель исполкома Кировского района г. Уфы (1990—1995), Заместитель министра имущественных отношений РБ (2002—2003).

## Биография
Юрий Борисович Андреев родился 21 апреля 1948 года в городе Уфа, БАССР.
- [когда?] — окончил Уфимский нефтяной институт;
  - Тогда же начал работать на Уфимском витаминном заводе.
- апрель 1990—1995 — председатель исполкома Кировского района г. Уфы[1].
- в 1995 г. — заместитель председателя Государственного комитета Республики Башкортостан по управлению государственной собственностью,
- с 2002 г. — заместитель министра имущественных отношений Республики Башкортостан;